# Anette Olzon
Anette Olzon (n. 22 iunie 1971, Katerineholm, Suedia) este o soprană suedeză, fostă vocalistă a trupei Nightwish din februarie 2007. Înainte cânta alături de formația suedeză Alyson Avenue.
Anette a început să cânte încă din copilărie. A început să studieze oboiul la vârsta de 8 ani. Mergea în turnee alături de mama ei și uneori cânta împreună cu formația acesteia. Mai târziu, a început să participe la concursuri de talente. Prima formație a cărei vocalistă a fost, Take Cover, era o formație de coveruri. La vârsta de 21 de ani, a avut rolul principal în  rock/opera musicală "Gränsland" în Helsingborg. De asemenea, a cântat în coruri, a participat în numeroase proiecte și a cântat, ocazional, la nunți. A participat și la proiectul lui Michael Bormann, fostul vocalist Jaded Heart, pe albumul "Conspiracy".
Anette Olzon a luat lecții particulare de canto la Conservatorul din Helsingør, Danemarca. În prezent, lucrează cu un profesor de la Universitatea de Muzică din Malmö.

## Carieră
Alyson Avenue (1999 - 2005)
Activitatea lui Olzon în această formație a fost, mai întâi, de vocalistă de studio, mai târziu luând locul vocalului masculin. Alături de aceștia, Anette a cântat pe 2 albume, "Presence of Mind" (2000) și "Omega" (2003). Anette a părăsit formația în 2006.
Nightwish (2007 - 2012)
Olzon a fost anunțată oficial ca noua vocalistă a formației finlandeze Nightwish la începutul anului 2007, aleasă din aproximativ 2000 de persoane care aplicaseră pentru acest post, să o înlocuiască pe Tarja Turunen. Piesa trimisă în demo-ul ei a fost "Ever Dream". Mai târziu, ea a trimis și un DVD live al formației ei, Alyson Avenue. Identitatea ei a fost păstrată secretă până în data de 24 mai 2007, iar prima piesă pe care vocea ei a putut fi auzită a fost "Eva", lansată a doua zi după anunțarea numelui ei. Alături de Nightwish, ea a cântat pe albumul "Dark Passion Play" (2007), care a vândut aproximativ 2 milioane de copii global și a primit de cinci ori discul de platină în Finlanda, de două ori în Elveția și numeroase discuri de aur. Formația a mai lansat single-urile "Eva", "Amaranth", "Erämaan Viimeinen", "Bye Bye Beautiful" și "The Islander".
Olzon a mai înregistrat două piese pentru albumul "Cynic Paradise" al formației suedeze Pain, iar formația The Rasmus a confirmat că aceasta va avea o apariție pe piesa "October and April" de pe viitorul lor album. De asemenea, Anette Olzon apare alături de finladezii de la Swallow the Sun pe single-ul acestora intitulat "Cathedral Walls", lansat în ianuarie 2012.

## Discografie
Alyson Avenue: "Presence of Mind" (2000), "Omega" (2003).
Nightwish: "Dark Passion Play"(2007), "Made in Hong Kong (And in Various Other Places)" DVD (2009)
Single-uri:
Nightwish: Eva, Amaranth (2007), Bye Bye Beautiful, The Islander (2008).
Contribuții:
- Michael Bormann - Conspiracy;
- Cloudscape - Crimson Skies;
- Brother Firetribe - Heart Full of Fire;
- Pain - Follow Me, Feed Us;
- The Rasmus - October and April;
- Swallow the Sun - Cathedral Walls.